# Sundajka końskoogonowa
Sundajka końskoogonowa (Sundasciurus hippurus) – gatunek średniej wielkości gryzonia z rodziny wiewiórkowatych. Zasiedla południowo-wschodnią Azję oraz część Indonezji. Posiada status narażonej na wyginięcie, w Tajlandii zaś zagrożonej.

## Podgatunki
Wyróżnia się następujące podgatunki:
- S.h. hippurus
- S.h. borneensis
- S.h. pryeri
- S.h. hippurosus
- S.h. ornatus

## Morfologia
Sundajka końskoogonowa jest największym przedstawicielem rodzaju Sundasciurus. Długość samego ciała wynosi 21,5-25 cm zaś ogona 24–29 cm (łącznie 45,5–54 cm). Głowa, ramiona i stopy zawsze szare. Wierzch ciała czerwonobrązowy do kasztanowego. Umaszczenie różne u podgatunków, kończyny tylne mogą być szare lub czerwonobrązowe, zaś spód ciała ma barwę białawą, matowopomarańczową do czerwonobrązowej. Ogon czarny lub pokryty czarno-szarymi pasami. Masa ciała wynosi 260–420 g.

## Zasięg występowania
Zasięg występowania sundajki końskoogonowej obejmuje Półwysep Malajski, Sumatrę, Borneo oraz Archipelag Riau. W 1993 roku doniesiono o obserwacji w południowym Wietnamie. Spotykana do wysokości 1500 m n.p.m. (najwyżej na Borneo). Zasiedla głównie lasy nizinne lub sadzone przez człowieka na miejsce uprzednio wyciętych.

## Ekologia gatunku
Sundajka końskoogonowa to gatunek dzienny. Przebywa samotnie lub w parach. Przebywają głównie w podszycie na wysokości 8–18 m nad ziemią, lecz gniazdują wyżej. W Malezji współwystępują z Callosciurus notatus i Callosciurus nigrivittatus. Niewiele wiadomo na temat rozrodu u całego rodzaju Sundasciurus. Samice posiadają 2–3 pary gruczołów mlekowych. Prawdopodobnie jak u dwóch dokładniej poznanych przedstawicieli rodzaju okres rozrodczy trwa cały rok, zaś miot liczy 2–4 młode. Pożywienie stanowią owoce, nasiona i stawonogi. Odnotowano również zjadanie kory drzew i soku mlecznego. Przypuszczalnie jak inne gryzonie może zjadać także bardziej urozmaicony pokarm pokarm, jak jaja, młode kręgowce i grzyby. Długość życia nie jest znana, jednak zwykle u wiewiórek wynosi 3–7 lat.

## Status zagrożenia
Przez IUCN gatunek klasyfikowany jest jako bliski zagrożenia (NT, Near Threatened). Populacja ma trend spadkowy. Zagrożenie dla gatunku stanowi wycinka lasów, jednak nie w stopniu znacznym, gdyż zasiedla także lasy zasadzone przez człowieka na miejsce uprzednio zniszczonych. Występuje w Parku Narodowym Kinabalu oraz Parku Narodowym Gunung Palung na Borneo. W Tajlandii w Czerwonej Księdze Zwierząt Zagrożonych posiada status zagrożonej (EN, Endangered).